# Conus sanguineus
Conus sanguineus é uma espécie de gastrópode do gênero Conus, pertencente à família Conidae.